# Caterina Llull i Sabastida
Caterina Llull y Sabastida (Saforcada) (Barcelona, c. 1440-1495) fue una mercadera que vivió entre Sicilia y Cataluña durante la segunda mitad del siglo XV. Mostró una apertura mental no muy frecuente en la época. Para ella quizás el centro del mundo era, no tanto una gran ciudad, sino el Mediterráneo entero del que conoció los principales centros y áreas mercantiles: desde Valencia, Mallorca, Nápoles, Creta, hasta Alejandría y Libia. Atravesando dicho mar, desde Barcelona a Siracusa o Brucoli, las tres poblaciones donde vivió a lo largo de su vida.

## Familia
Caterina era hija de Isabel de Gualbes y Pastor y de Joan Llull, dos familias que desde hacía generaciones eran ciudadanos de la capital condal. Caterina era hermana de Romeu Joan, el cual vivía en Nápoles y en Siracusa hacia 1483, y de Pere, que también se movió por el reino de Sicilia. De su hermano Franç hay pocas noticias y de su hermana Joana se sabe que se casó con Pere Llull y Tàrrega, el cual pertenecía a una familia de mercaderes y de gente de negocios importante de Barcelona que participaron activamente en el bando patricio urbano, el partido de la Biga.

## Infancia y formación
Sobre su infancia y formación las fuentes son muy parcas. No se sabe dónde aprendió a leer y escribir; es posible que sus padres, siguiendo las reglas difundidas en la época bajomedieval, y que se basaban en una variada serie de tratados dedicados a la educación y formación de los hijos, escogieran —como preveían los manuales para las mujeres urbanas de estamentos y clases ricas y/o poderosas—, además de la educación religiosa y moral, la posibilidad de enseñar a leer, a escribir, a contar y algunas operaciones aritméticas, porque eran herramientas que favorecían una buena organización de la casa, la familia, y también la buena gestión de la casa y de los bienes. Este aspecto está testimoniado por los libros de contabilidad de los cuales Caterina es titular y también por las cartas que le enviaban a Sicilia tanto su hermana Joana como otros miembros de la familia.
Entre estas cartas se conserva una que la mercadera envió, desde Brucoli, a su hermana en Barcelona —escrita por su secretario, Andreu de Vera—, pero que conserva en las fórmulas de saludo y suscripción la práctica de la autografía, y permite apreciar que tenía un nivel de dominio de la escritura no muy alto, compensado seguramente por un alto nivel de comprensión del léxico usado en el tiempo de los mercaderes, un profundo sentido de la responsabilidad y un gran conocimiento de la realidad en que vivía. Esta única carta autógrafa es un verdadero tratado de la mentalidad mercantil, y del saber femenino que se mueve entre «la acción de los hombres y la acción de Dios».

## Gestión desde el barrio de La Ribera
Caterina vivía en el barrio de La Ribera, zona donde se concentraban buena parte de las actividades económicas de la ciudad. Siguiendo la costumbre de contraer matrimonio dentro del propio grupo, se casó hacia 1460, con el mercader y funcionario real, Joan Sabastida —también del barrio de Ribera— y poco después se trasladan a Sicilia, a la ciudad de Siracusa, porque su esposo es nombrado por segunda vez presidente de la Cámara de la Reina en la isla. Caterina tuvo cuatro hijos: Joan Hostalrich, Joana Bastida, Elionor, y Cecília.
Caterina como madre, además de transmitir las costumbres, gestos, comportamientos y buenas maneras, elige para sus hijos una educación que sigue la tradición familiar, y cuida que todos aprendan a leer y escribir; pero además quiere que su hija Joana aprenda a gestionar y llevar las cuentas de los gastos de la casa, preparándola para la tarea que asumirá en los negocios familiares.
Hasta la muerte de su marido —a finales de 1471— la vida de esta mercadera pareció desarrollarse con las preocupaciones que correspondían a la mujer de un caballero, funcionario del reino e importante operador económico: la administración y organización de la casa, la educación de los hijos y de las hijas, la organización de los esclavos y siervos domésticos, las prácticas religiosas, el cuidado de una red de relaciones con otros miembros de la colonia catalana, no sólo en Siracusa, sino en otras zonas del reino siciliano.

## Viuda empresaria
De una vida como partícipe de la organización y gestión de los bienes familiares, Caterina pasó, a la muerte de su marido, a ser la verdadera protagonista y administradora de los bienes y de las actividades del marido, con la responsabilidad de dirigir una gran hacienda y gestionar los bienes inmuebles que tenían en Cataluña.
Una mercadera y empresaria no se improvisa. La muerte de Joan Sabastida demuestra —con la petición de varios documentos originales a Barcelona, para atender los asuntos legales que se le presentan en la isla, y el envío de copias auténticas de asuntos sicilianos a Barcelona— que Caterina tiene un buen conocimiento y una conciencia llena de la realidad jurídica en que se mueve. Es consciente también de la estimación y de la fe demostrada por su marido en vida, y también en su testamento, en el cual disponía que ella pudiera actuar según la propia voluntad y albedrío. Para hacer valer sus derechos y los de sus hijos e hijas, Caterina emprende largos pleitos que se dirimieron ante el Consulado de los catalanes de Siracusa, la gran corte judicial de Palermo, o directamente ante la reina para conseguir el reconocimiento de los bienes y títulos que le confió su marido, y, en lo posible, la ampliación de la riqueza familiar tanto en Sicilia como en Cataluña.
Tener la posibilidad de sacar gratuitamente del puerto de Brucoli 2000 salmos de trigo al año y ser la viuda del regente de la cámara de la reina facilitó la tarea de consolidación de Caterina como una gran operadora económica, igual o superior a otros comerciantes del Val di Noto. Como sus competidores utilizaba todos los tipos de transacciones económicas de su tiempo: letras de cambio, contratos de seguros, contratos de flete y contratos de pedidos.
Caterina organiza el retorno a Barcelona de toda la familia, manteniendo la gestión de algunos bienes en Sicilia. Es de suponer, que vuelve con toda la familia a vivir en Barcelona entre 1482 y 1483.

## Licencia
- El contenido de este artículo incorpora material del Diccionari biogràfic de dones Archivado el 8 de abril de 2019 en Wayback Machine., con permiso CC-BY-SA de la Red Vives de Universidades via OTRS , por lo que se encuentra en el dominio público.